# فابيان باز
فابيان باز هو لاعب كرة قدم إكوادوري في مركز الهجوم، ولد في 16 مارس 1953 في كيتو في الإكوادور. شارك مع منتخب الإكوادور لكرة القدم. أما مع النوادي، فقد لعب مع نادي ديبورتيفو إل ناسيونال.